# Kufonissi (illot)
Kufonissi (grec Κουφονήσι) és una petita illa grega desahabitada
del Mar de Líbia, a quatre quilòmetres al sud de la costa de Creta. L'illa fa d'aproximadament 6 quilòmetres de llarg per 5,5 quilòmetres de llarg. Té una superfície de 5,25 km². Hi ha ruïnes de construccions de l'època romana. Durant l'estiu, l'illa rep la visita de petits vaixells que porten banyistes des del port de Makrí Gialós.